# 越智隼人
越智 隼人（おち はやと、1982年7月17日 - ）は、埼玉県上尾市出身の元プロサッカー選手。

## 人物
- 中学時代は埼玉県選抜として活躍、チームメイトにはサッカーワールドカップ日本代表の川島永嗣がいた。3年生の時にボリビア遠征で活躍、新聞にも取り上げ掲載された。
- 横浜フリューゲルスユースに所属したが、親会社の不振で消滅。横浜F・マリノスユースに移籍、守備をベースとするポジションに転向した。クラブユースサッカー選手権は優勝した。
- Jリーグで最初に入団したのはセレッソ大阪で、次はモンテディオ山形だった。計4年間で試合に出たのは7試合で、得点は0。22歳の時に引退した。
- 引退後は半年間酒屋の店員として働いたが、「山形のコミュニティFMで番組を持たないか」というオファーが舞い込んだ。内容は週に1回山形県内で様々な情報を紹介する2時間半のパーソナリティとなる[1]。2007年にはスカパーの解説者。2010年にはフットサルコートのスクール運営として任される[1]。2011年6月22日に山形県の女性と結婚[1]。
- 2019年1月27日にTBSテレビ「消えた天才」で川島永嗣が衝撃を受けた天才ストライカーを紹介[2]。20年ぶりの対面となった。
- 現在はサッカークラブ・S.F.Cジェラーレのコーチを務め、山形県トレセンコーチも兼任している。また、2007年からはスカパー!のモンテディオ山形のホームゲーム中継で解説もしている。

## 所属クラブ
- 尾山台イレブン
- 上尾サッカークラブ
- 横浜フリューゲルスユース
- -2000年 横浜F・マリノスユース
- 2001年-2002年 セレッソ大阪
- 2003年-2004年 モンテディオ山形

## 個人成績
| 国内大会個人成績 | 国内大会個人成績 | 国内大会個人成績 | 国内大会個人成績 | 国内大会個人成績 | 国内大会個人成績 | 国内大会個人成績  | 国内大会個人成績  | 国内大会個人成績 | 国内大会個人成績 | 国内大会個人成績 | 国内大会個人成績 |
| 年度             | クラブ           | 背番号           | リーグ           | リーグ戦         | リーグ戦         | リーグ杯          | リーグ杯          | オープン杯       | オープン杯       | 期間通算         | 期間通算         |
| 年度             | クラブ           | 背番号           | リーグ           | 出場             | 得点             | 出場              | 得点              | 出場             | 得点             | 出場             | 得点             |
| 日本             | 日本             | 日本             | 日本             | リーグ戦         | リーグ戦         | リーグ杯          | リーグ杯          | 天皇杯           | 天皇杯           | 期間通算         | 期間通算         |
| ---------------- | ---------------- | ---------------- | ---------------- | ---------------- | ---------------- | ----------------- | ----------------- | ---------------- | ---------------- | ---------------- | ---------------- |
| 2001             | C大阪            | 27               | J1               | 5                | 0                | 0                 | 0                 |                  |                  |                  |                  |
| 2002             | C大阪            | 27               | J2               | 0                | 0                | -                 | -                 |                  |                  |                  |                  |
| 2003             | 山形             | 6                | J2               | 2                | 0                | -                 | -                 |                  |                  |                  |                  |
| 2004             | 山形             | 22               | J2               | 0                | 0                | -                 | -                 |                  |                  |                  |                  |
| 通算             | 日本             | 日本             | J1               | 5                | 0                | 0                 | 0\|\|\|\|\|\|\|\| |                  |                  |                  |                  |
| 通算             | 日本             | 日本             | J2               | 2                | 0                | -\|\|\|\|\|\|\|\| | -\|\|\|\|\|\|\|\| |                  |                  |                  |                  |
| 総通算           | 総通算           | 総通算           | 総通算           | 7                | 0                | 0                 | 0\|\|\|\|\|\|\|\| |                  |                  |                  |                  |

- Jリーグ初出場 - 2001年J1 2nd ステージ第2節 アビスパ福岡戦